# Kemantren (Paciran)
Kemantren is een bestuurslaag in het regentschap Lamongan van de provincie Oost-Java, Indonesië. Kemantren telt 4874 inwoners (volkstelling 2010).